# Dixiland
Dixiland è una serie televisiva animata per bambini in età prescolare creata da Andrea Zingoni e prodotta dal 2011 da T-Rex Digimation e Rai Yoyo

## Trama
La serie TV parla di un elefante con le ali e dei suoi amici che vivono avventure insieme affrontando i piccoli problemi dei bambini più piccoli (far passare il singhiozzo, imparare ad andare in bici senza rotelline, ecc.).

## Sigla
La sigla del cartone è basata sulla melodia di Paolo di Brunori Sas, ma con testo rielaborato.

## Episodi
| Stagione         | Episodi | Prima TV |
| ---------------- | ------- | -------- |
| Prima stagione   | 26      | 2011     |
| Seconda stagione | 26      | 2018     |

## Riconoscimenti
Nel 2009 Dixiland ha avuto una nomination ai Pulcinella Awards a Cartoons on the Bay; nello stesso anno è stato selezionato in concorso al festival di Annecy ed ha partecipato ad Animacor 2009, Festival internazionale di animazione.
Nel 2010 Love and Peace, Festival Internazionale del Cinema di Animazione 2010 di Hiroshima.
Nel 2011 è stato scelto per Anima Mundi 2011.